# Take It Away
Take It Away è una canzone di Paul McCartney dell'album Tug of War (1982). In seguito, venne anche commercializzata su un 45 giri (b-side: I'll Give You a Ring).

## Il brano
Take It Away venne registrato una prima volta il 16 luglio 1980, ai Super Bear Studios di Parigi, durante le sedute di registrazione di un album di Ringo Starr, Stop and Smell the Roses. In quell'occasione, vennero anche incise molte covers di classici rock, come Johnny B. Goode e Sure to Fall, cinque canzoni destinate ad apparire su Tug of War (Ballroom Dancing, The Pound Is Sinking, Wanderlust, Dress Me up a a Robber ed Ebony and Ivory), e molte altre che apparvero in seguito su altri LP maccartiani o che non vennero pubblicate. La versione ufficialmente pubblicata, nella quale Ringo Starr suona la sua batteria Ludwig, venne incisa tra il 16 ed il 17 febbraio 1981; tra il febbraio ed il marzo di quell'anno vennero registrate la metà delle tracce del 33 giri. Esiste un videoclip della canzone, nel quale si vede il produttore George Martin esilarante mentre suona le tastiere. Tug of War venne pubblicato a fine aprile 1982, con Take It Away come seconda traccia; è stata posta fra la title track Tug of War ed il brano Somebody Who Cares. L'LP ebbe un ottimo successo commerciale, ma non venne accolto particolarmente bene. In seguito, questa canzone apparve sulla raccolta Wingspan (2001).

## Il singolo
Trentesimo singolo di Paul McCartney, Take It Away/I'll Give You a Ring venne pubblicato il 21 giugno 1982, mentre Tug of War stava uscendo dalle classifiche: infatti, l'obbiettivo della pubblicazione dell'SP era risollevare le vendite del 33 giri. La versione pubblicata sul 45 giri è leggermente differente da quella dell'LP: presenta infatti un mixaggio alternativo, che taglia la dissolevenza finale. Il 5 luglio apparve nei negozi anche la versione 12" del singolo Take It Away, che aggiungeva anche Dress Me up as a Robber. Pubblicato in un formato standard per la Parlophone, sul solco del lato A appare scritto "NS"; il design delle copertine è ad opera degli Hipgnosis, e le fotografie sono di Linda Eastman. Sul retro-copertina, appaiono le foto di vari musicisti, ovvero Paul, Linda, Eric Stewart, Ringo Starr, Steve Gadd e George Martin.
Il singolo arrivò alla 10ª posizione di Billboard Hot 100 ed alla 15ª della classifica britannica; altri piazzamenti nelle classifiche statunitense sono il 6° sull'Adult contemporary ed il 39° su Mainstream Rock Songs. Altre posizioni raggiunte note sono la settima in Norvegia, la diciassettesima in Canada, la ventottesima in Belgio, la trentesima in Nuova Zelanda, la quarantatreesima nei Paesi Bassi e la quarantaseiesima nella Germania Ovest.

## Formazione
- Paul McCartney: voce, chitarra acustica, basso elettrico, pianoforte
- George Martin: piano elettrico
- Ringo Starr: batteria
- Steve Gadd: batteria
- Linda Eastman: cori
- Eric Stewart: cori[2]

### Annotazioni
1. ↑  Ebony and Ivory è un duetto con Stevie Wonder.
2. ↑  Get It è un duetto con Carl Perkins
3. ↑  Il lato B venne registrato durante le sedute per l'album dell'estate 1981

### Fonti
1. 1 2 3 4 5  (EN) Graham Calkin, Tug of War, su jpgr.co.uk, JPGR. URL consultato il 27 luglio 2014.
2. 1 2 3 4 5 6 7 8 9  (EN) Graham Calkin, Paul McCartney - Take It Away, su jpgr.co.uk, JPGR. URL consultato il 27 luglio 2014.
3. 1 2  Hervé Bourhis, pag. 137.
4. 1 2 3  (EN) Paul McCartney - Take It Away, su hitparade.ch, HitParade. URL consultato il 5 settembre 2014.
5. 1 2  (EN) Stephen Thomas Erlewine, Paul McCartney - Awards, su allmusic.com, AllMusic. URL consultato il 27 luglio 2014.
6. ↑  (EN) Top Singles - Volume 37, No. 5, September 18 1982, su collectionscanada.gc.ca, Library and Archives Canada. URL consultato il 5 settembre 2014 (archiviato dall'url originale il 4 maggio 2014).